# Microloxia schmitzi
Microloxia schmitzi is een vlinder uit de familie spanners (Geometridae). De wetenschappelijke naam is voor het eerst geldig gepubliceerd in 1995 door Hausmann.
De soort komt voor in Europa.